# Liste der Bodendenkmale in Golzow (Mittelmark)
Die Liste der Bodendenkmale in Golzow enthält alle Bodendenkmale der brandenburgischen Gemeinde Golzow und ihrer Ortsteile auf der Grundlage der Landesdenkmalliste vom 31. Dezember 2020.
Die Baudenkmale sind in der Liste der Baudenkmale in Golzow (Mittelmark) aufgeführt.
| Gemarkung                 | Flur | Kurzansprache                                                                                 | Bodendenkmalnummer | Bemerkung | Bild |
| ------------------------- | ---- | --------------------------------------------------------------------------------------------- | ------------------ | --------- | ---- |
| Golzow (Lage)             | 2    | Dorfkern Neuzeit, Dorfkern deutsches Mittelalter, Burg deutsches Mittelalter, Schloss Neuzeit | 30437              |           |      |
| Golzow (Lage)             | 5    | Gräberfeld Eisenzeit                                                                          | 31135              |           |      |
| Golzow (Lage)             | 2    | Siedlung slawisches Mittelalter                                                               | 31136              |           |      |
| Golzow (Lage)             | 2    | Siedlung Neuzeit, Siedlung deutsches Mittelalter                                              | 31137              |           |      |
| Lucksfleiß (Lage)         | 3    | Kreisgrabenanlage Urgeschichte                                                                | 31138              |           |      |
| Pernitz (Lage)            | 3    | Dorfkern Neuzeit, Dorfkern deutsches Mittelalter                                              | 30438              |           |      |
| Grüneiche, Pernitz (Lage) | 1, 4 | Siedlung slawisches Mittelalter, Siedlung Eisenzeit                                           | 31133              |           |      |
| Grüneiche (Lage)          | 1, 3 | Dorfkern Neuzeit, Dorfkern deutsches Mittelalter                                              | 31134              |           |      |